# Aqueduc des Gorges (Champsaur)
L'Aqueduc des Gorges est un pont-canal du sud de la France construit au XIXe siècle pour permettre au canal de Pont-du-Fossé de traverser l'étroit vallon du ruisseau d'Ancelle, dans le moyen Champsaur. Abandonné dans les années 1970, et menaçant ruine, il a été restauré dans les années 2010 et constitue un des éléments patrimoniaux majeurs du Champsaur.

## Histoire
L'aqueduc a été construit dans le cadre de la construction du canal de Pont-du-Fossé, à partir de 1869, et mis en service en 1882. Il a été mis hors service en 1969 lorsque l'exploitation du canal a cessé au profit de l'irrigation par aspersion. Abandonné, il a été envahi par la végétation et a subi de sérieuses dégradations. Dans les années 2000, une association locale de promotion du patrimoine champsaurin a obtenu l'aide de l'ensemble des collectivités concernées (communes, ASA, département, région) et de quelques mécènes pour entreprendre une réhabilitation du monument. Après 5 ans d'études et de travaux (de 2009 à 2014), l'aqueduc a été rétabli dans son état d'origine, et son accès aménagé pour une visite touristique dans le cadre du « Sentier du Pont Blanc ».

## Situation
L'aqueduc est situé à 1115 mètres d'altitude dans le vallon du ruisseau d'Ancelle, à la frontière entre les communes de Chabottes et de Forest-Saint-Julien, à moins d'un kilomètre en amont du lieudit Pont-de-Frappe. Le canal de Pont-du-Fossé, dont l'eau devait traverser le pont, arrivait par un souterrain de 285 mètres sous un épaulement séparant le vallon de la plaine de Chabottes. Côté rive gauche, il repartait ensuite à flanc de colline, à ciel ouvert, vers Saint-Laurent-du-Cros.

## Caractéristiques techniques

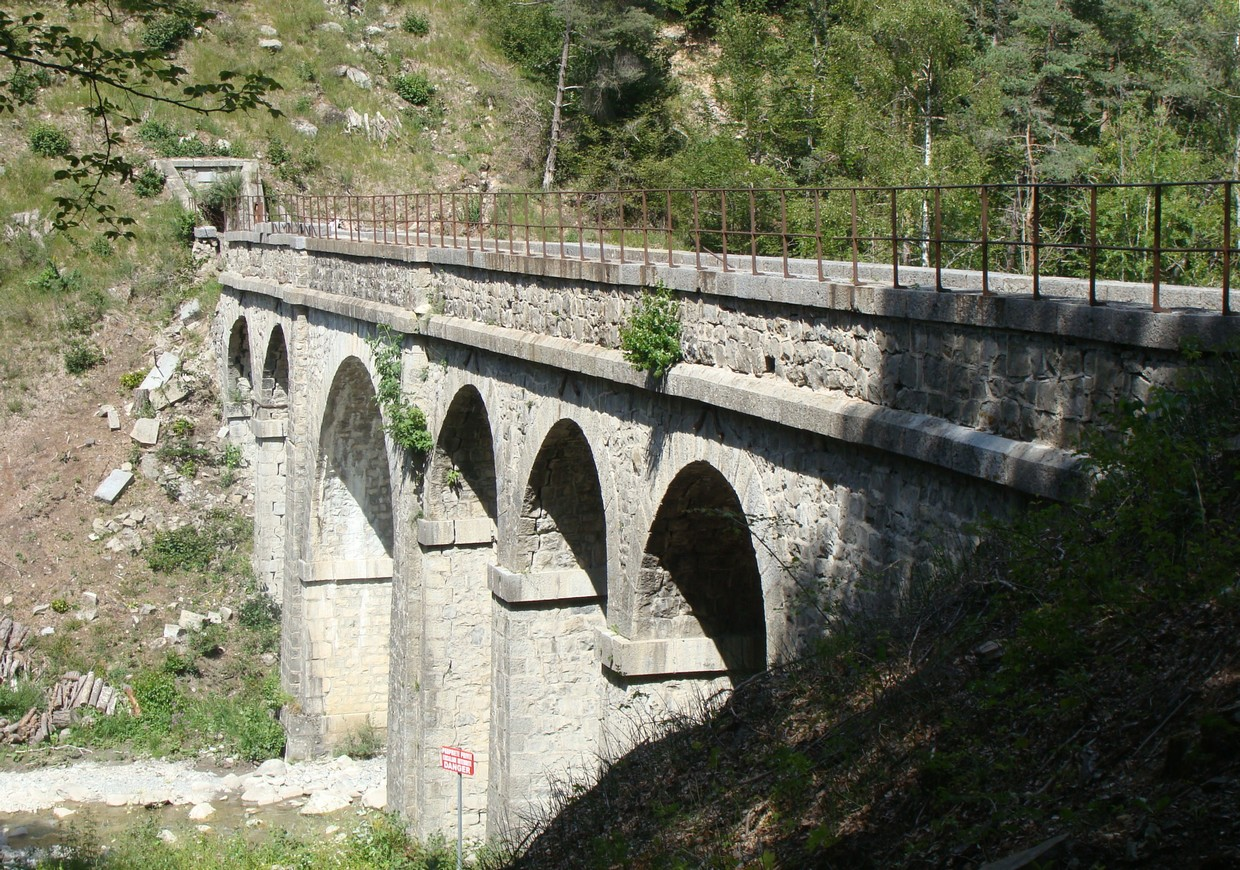
L'aqueduc en cours de restauration

L'aqueduc mesure 70 mètres de long, 2,70 mètres de large et 12 mètres de hauteur totale. C'est un pont à voûtes en maçonnerie, fait de pierres taillées en moyen appareil ajustées en opus incertum. Il comporte deux avant-ponts de 10 mètres de long et 6 arches de plein cintre, dont la principale, sous laquelle passe le ruisseau d'Ancelle, a un rayon de 6 mètres, et les 5 autres, 2 côté rive droite et 3 côté rive gauche, ont un rayon de 2,50 mètres. Les piles principales, de part et d'autre du ruisseau, ont une section au sol de 5,22m x 3,15m. La hauteur libre sous l'arche principale est de 9 mètres.
La partie supérieure porte une canalisation ouverte (une « bâche ») cimentée de section carrée, de 1,50 mètre de largeur de 1,10 de profondeur, avec une pente de 1mm par mètre, permettant l'écoulement de l'eau par gravité.